# Seznam islandskih slikarjev
Seznam islandskih slikarjev.

## E
- Vilhjálmur Einarsson
- Erró

## F
- Gabríela Fridriksdóttir

## H
- Einar Hákonarson
- Haukur Halldorsson

## J
- Ásgrímur Jónsson

## K
- Jóhannes Sveinsson Kjarval

## R
- Dieter Roth

## T
- Nína Tryggvadóttir